# Baptiste Androuet du Cerceau
Baptiste Androuet du Cerceau (1544 – Parigi, 1602) è stato un architetto francese figlio di Jacques Androuet du Cerceau e fratello di Jacques II Androuet du Cerceau.

## Biografia
Progettò il pont Neuf sulla Senna a Parigi (1579), e divenne supervisore delle opere dei re Enrico III ed Enrico IV, compresi quelli del Palazzo del Louvre. Gli vengono attribuiti diversi hôtel particulier. L'Hôtel d'Angoulême, l'Hôtel de Lamoignon (1584), in cui si trova la Biblioteca storica di Parigi, e l'Hôtel de Mayenne (rue St-Antoine nel quartiere del Marais). L'Hôtel de Mayenne, con abbaini ritmicamente variati sistemati in un alto tetto di ardesia, ha i frontoni delle sue finestre del piano nobile sovrapposti al fregio sovrastante.
Nel 1584 acquistò una casa a Parigi costruita da Christofle Lemercier su un terreno che si estendeva al confine occidentale del Pré-aux-Clercs, formato dalla Piccola Senna e il vicolo omonimo (oggi rue Bonaparte) all'angolo dell'ex "rue du Colombier" (oggi rue Jacob) a quello dell'ex "rue des Marais-Saint-Germain" (oggi rue Visconti). Dopo la morte di Lemercier, Marguerite Raguidier, sua vedova, vendette questa casa il 23 marzo 1602 a Jacques II Androuet du Cerceau, fratello minore del defunto.